# Sobieszczany (stacja kolejowa)
Sobieszczany – zlikwidowana stacja kolejowa w Sobieszczanach-Kolonii na rozebranej w 1945 roku linii Pułankowice – Niedrzwica Kościelna w powiecie lubelskim, w Polsce.
| Sobieszczany                             |  |                            |
| Linia Pułankowice – Niedrzwica Kościelna |  |                            |
| Niedrzwica Kościelnaodległość: 0 km      |  | Borkowizna odległość: 0 km |